# Ембід-де-Аріса
Ембід-де-Аріса (ісп. Embid de Ariza) — муніципалітет в Іспанії, у складі автономної спільноти Арагон, у провінції Сарагоса. Населення — 56 осіб (2010).
Муніципалітет розташований на відстані близько 180 км на північний схід від Мадрида, 95 км на захід від Сарагоси.
На території муніципалітету розташовані такі населені пункти: (дані про населення за 2010 рік)
- Каса-де-ла-Вега: 0 осіб
- Ембід-де-Аріса: 56 осіб

## Демографія
Динаміка населення (INE ):